# Лудвиг фон Залм-Залм
Лудвиг Карл Ото фон Залм-Залм (на немски: Ludwig Carl Otto 2.Fürst zu Salm-Salm; * 22 август 1721, дворец Хогстратен при Антверпен; † 29 юли 1778, Сенонес в Гранд Ест) е 2. княз на Залм-Залм във Вогезите.

## Биография
Той е най-големият син (от 19-те деца) на 1. княз Николаус Леополд фон Залм-Залм (1701 – 1770), херцог на Хогстратен и вилд и Рейнграф, и съпругата му принцеса Доротея Франциска Агнес фон Залм (1702 – 1751), дъщеря на 5. княз Лудвиг Ото фон Залм (1674 – 1738) и принцеса Албертина Йохана фон Насау-Хадамар (1679 – 1716), дъщеря на княз Мориц Хайнрих фон Насау-Хадамар.
Баща му се жени втори път на 12 юли 1753 г. в Анхолт за принцеса Kристина Анна Луиза Освалдина фон Залм (1707 – 1775), вдовица на наследствения принц Йозеф фон Хесен-Рейнфелс-Ротенбург (1705 – 1744), по-малка сестра на майка му Доротея.
Брат е на Вилхелм Флорентин Клод Ламорал (1723 – 1744, убит в битка при Фрайбург), вилд и Рейнграф Фридрих Ернст Максимилиан (1732 – 1773), херцог на Хогстратен, Карл Александер (1735– 1796, Лисабон), Емануел Хайнрих Николаус Леополд (1742 – 1808), Франц Йозеф Йохан Андреас (1743 – сл. 1779) и Вилхелм Флорентин (1745 – 1810), архиепископ на Прага (1793 – 1810).
Лудвиг Карл Ото фон Залм-Залм става духовник. Преди подялбата на собственостите той обаче напуска и на 54 години се жени на 30 май 1775 г. в Зерайнг за 28-годишната графиня Мария Анне Фелицитé фон Хорион (* 12 май 1743; † 9 май 1800), дъщеря на канцлера на княжеския епископ на Лиеж граф Герхард фон Хорион (1688 – 1759) и на Анна Маря Луиза фон Алденбрюк, Фелдбрюк (1703 – 1778). Те нямат деца.
Лудвиг фон Залм-Залм започва да строи дворец Сенонес, но не успява да го завърши. Умира без мъжки наследник на 29 юли 1778 г. на 56 години. Наследен е от племенникът му Константин фон Залм-Залм (1762 – 1828), син на брат му Фридрих Ернст Максимилиан.